# Abarema macradenia
Abarema macradenia är en ärtväxtart som först beskrevs av Henri François Pittier, och fick sitt nu gällande namn av Rupert Charles Barneby och James Walter Grimes. Abarema macradenia ingår i släktet Abarema och familjen ärtväxter. Inga underarter finns listade i Catalogue of Life.